# Silvia Bosurgi
Silvia Bosurgi, född 17 april 1979 i Messina, är en italiensk vattenpolospelare (anfallare). Hon ingick i Italiens landslag vid olympiska sommarspelen 2004 och 2008.
Bosurgi tog OS-guld i damernas vattenpoloturnering i samband med de olympiska vattenpolotävlingarna 2004 i Aten. Hennes målsaldo i turneringen var två mål, varav ett i OS-finalen mot Grekland. Fyra år senare i Peking slutade Italien på sjätte plats och Bosurgi gjorde fem mål, varav två i kvartsfinalen mot Nederländerna som Italien förlorade med 13–11. EM-guld tog hon 1999 i Prato samt 2003 i Ljubljana och VM-guld 2001 i Fukuoka.
Vid tidpunkten för OS-guldet var Bosurgis klubblag Orizzonte Catania. Efter att ha varit en tid borta från elitidrotten skrev Bosurgi 2014 kontrakt med Waterpolo Messina. Bland lagkamraterna fanns italienska landslagsspelarna Rosaria Aiello, Arianna Garibotti och Federica Radicchi samt nederländska landslagsspelaren Vivian Sevenich. År 2017 avslutade Silvia Bosurgi sin aktiva karriär som vattenpolospelare.